# Charles Singer

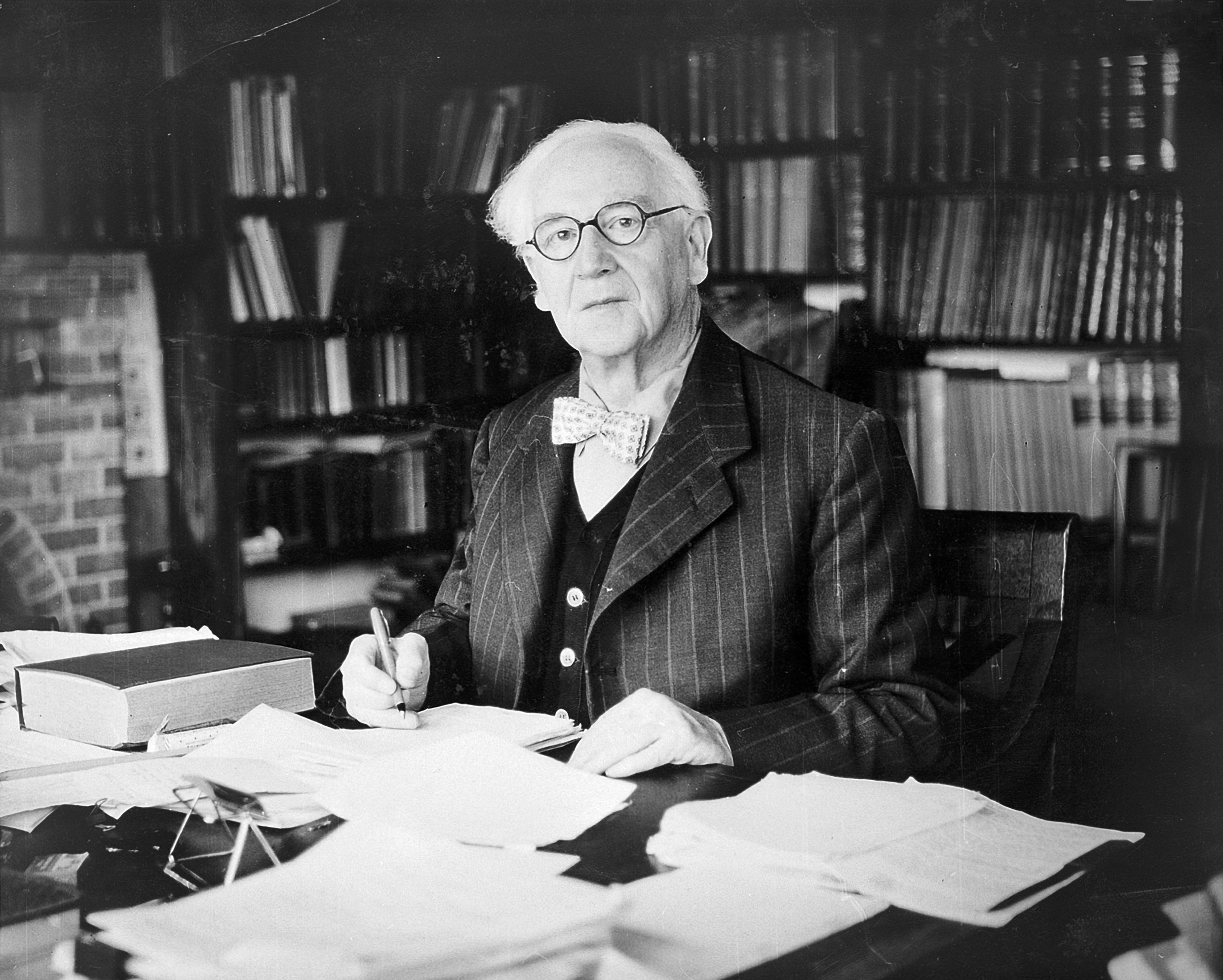
Charles Singer

Charles Joseph Singer (* 2. November 1876 in Camberwell (London); † 10. Juni 1960 in Par bei St Austell, Cornwall) war ein britischer Mediziner, Wissenschafts- und Medizinhistoriker.

## Biographie

### Zeit bis zum Ersten Weltkrieg (1876 bis 1914)
Singer wurde 1876 in Camberwell geboren, einem Stadtteil des Londoner Bezirks  Southwark. Dort wirkte sein Vater Simeon Singer als Rabbiner.
Charles Singer besuchte die City of London School (CLS) und anschließend das University College London. Ab 1893 studierte er am Magdalen College Zoologie und ab 1898 Medizin in London. Der ausgebildete Mediziner und Zoologe bekam 1903 die Approbation als Arzt. Am Tag der Approbationsvergabe wurde er als Arzt zu einer Expedition berufen, die der Abenteurer Sir John Harrington in der Grenzregion zwischen Abessinien und dem Sudan durchführte. Nach seiner Rückkehr nach England nahm er eine Stelle am Royal Sussex County Hospital in Brighton an. 1907 ging er nach Singapur, musste jedoch bereits 1908 nach dem Tod seines Vaters wieder zurück nach England. Anschließend war er in verschiedenen Londoner Krankenhäusern tätig.
Charles Singer heiratete 1910 Dorothea Waley Cohen (dann: Dorothea Waley Singer, 1882–1964), eine angesehene Wissenschaftlerin für mittelalterliche Geschichte und Wissenschaftshistorikerin. Sie leistete ihrem Gatten wertvolle Hilfe bei seinen weiteren Publikationen. In der Periode vor dem Ersten Weltkrieg veröffentlichte Singer verschiedene Monographien, für die er von der University of Oxford mit dem Doctor of Letters ausgezeichnet wurde. 1914 ging Singer an die University of Oxford, um mit dem Inhaber des Königlichen Lehrstuhls für Medizin, William Osler, dem um die Jahrhundertwende bekanntesten Mediziner und Medizinhistoriker im englischsprachigen Raum, zu arbeiten.

### 1916 bis 1960
1916 unterbrach Singer seine medizinhistorischen Forschungen, um als Sanitätsoffizier (medical officer) dem Royal Army Medical Corps (RAMC) beizutreten, in dem er anfangs als Pathologe tätig war und später an einer archäologischen Expedition teilnahm. Nach Kriegsende kehrte er an die University of Oxford zurück, an der er Vorlesungen zur Geschichte der Biologie hielt. 1920 wurde er als Dozent für Medizingeschichte an das University College London berufen.
Sein wissenschaftlicher Ruf ging bald über England hinaus und 1929 folgte er einer Einladung an die Johns Hopkins University in Baltimore, USA. Die Dozentur war auf zwei Jahre befristet. Die Hopkins University war an seiner längeren Verpflichtung interessiert, zögerte jedoch zu lange, sodass ihr die University of London mit dem Ruf auf  einen Lehrstuhl zuvorkam, den er annahm. Als die Johns Hopkins University so weit war, ihm ein offizielles Angebot zu unterbreiten, wies er den Ruf nach Baltimore zurück, weil er inzwischen mit der Londoner Stelle zufrieden war. Während seiner Tätigkeit in London verbrachte Singer drei Monate an der University of California, Berkeley als Gastdozent. Als das Ehepaar Singer auf einer 16-monatigen Weltumrundung nach Kalifornien kam, erhielt Singer 1932 erneut eine Einladung der University of California. Nach der Rückkehr nach England nahm Singer seine Arbeit am University College London wieder auf. Hier blieb er bis zu seiner Emeritierung im Jahr 1942. Seine letzte große Publikation vor der Emeritierung war A Short History of Scientific Ideas to 1900.
Auch die Zeit nach der Emeritierung nutzte Singer für die Forschung. Er veröffentlichte verschiedene bemerkenswerte Arbeiten, darunter das umfangreiche Werk A History of Technology, das zwischen 1954 und 1958 in fünf Bänden erschien. Dazu zählten ferner Galen on Anatomical Procedures (1956) und A History of Biology (1959). Von seinen zahlreichen Artikeln aus dieser Zeit gehören einige noch heute zu den maßgeblichen Veröffentlichungen der Wissenschafts- und Medizingeschichte.
Singer starb am 10. Juni 1960 in Kilmarth (Cornisch: Kilmergh), einem herrschaftlichen Anwesen aus dem 14. Jahrhundert das die Singers seit 1934 pachteten. Kilmarth liegt in der Nähe des Fischerdorfes Fowey bei Par an der Südküste von Cornwall. Nach dem Tod von Dorothea Waley Singer mietete die Schriftstellerin Daphne du Maurier das Haus. Es bildete den Hintergrund für Mauriers 1969 erschienene Zeitreisen-Novelle The House on the Strand. Angeblich nahm Maurier Singer zum Vorbild für den Biophysiker Magnus Lane, eine der Hauptpersonen.

## Preise und Ehrungen
Singer erhielt zahlreiche Preise und Ehrungen. Dazu zählen die Ehrendoktorwürde (Doctor of Science, (D.Sc.)) der University of Oxford. 1956 wurde er gemeinsam mit seiner Frau mit der George-Sarton-Medaille ausgezeichnet, dem höchst renommierten Preis für Wissenschaftsgeschichte der von George Sarton und Lawrence Joseph Henderson gegründeten History of Science Society (HSS). Zudem war Singer zeitweise Präsident verschiedener Gesellschaften, darunter die British Society of the History of Medicine (1946–1948) und die International Union for the History of Science (1947). Am Magdalen College erhielt er 1953 ein Ehrenstipendiat (Honorary Fellow).
1928 gehörte er zu den Gründungsmitgliedern der Académie internationale d’histoire des sciences und war deren Präsident von 1929 bis 1931.

## Veröffentlichungen (Auswahl)
- als Hrsg.: Studies in the History and Method of Science. Oxford 1917.
- mit Dorothea Waley Singer: The Scientific position of Girolamo Fracastoro with especial reference to the source, character and influence of his theory of infection. In: Annals of medical history. Band 1, 1917, S. 1–34.
- Greek Biology and Greek Medicine, Chapters in the History of Science. Clarendon Press, 1922.
- The herbal in antiquity. In: Journal of hellenic Studies. Band 47, 1927, S. 1–52.
- From Magic to Science: Essays on the Scientific Twilight. 1928.
- A Short History of Science to the Nineteenth Century. 1941.
- als Hrsg. mit Eric John Holmyard und A. R. Hall: A History of Technology. 5 Bände. 1954–1958.
- Galen on Anatomical Procedures. 1956.
- A short history of anatomy and physiology from the Greeks to Harvey. New York 1957.
- A History of Biology to About the Year 1900. 1959 (Digitalisat).